# Campionati del mondo di atletica leggera 1987 - Salto in lungo femminile
La gara del salto in lungo femminile dei Campionati del mondo di atletica leggera 1987 si è svolta tra il 3 e il 4 settembre.

## Podio
| Pos.    | Atleta               | Nazionalità      | Prestazione |
| ------- | -------------------- | ---------------- | ----------- |
| Oro     | Jackie Joyner-Kersee | Stati Uniti      | 7,36 m      |
| Argento | Elena Belevskaja     | Unione Sovietica | 7,14 m      |
| Bronzo  | Heike Drechsler      | Germania Est     | 7,13 m      |

## Situazione pre-gara

### Record
Prima di questa competizione, il record del mondo (RM) e il record dei campionati (RC) erano i seguenti:
| Record                | Prestazione | Atleta                               | Data                                                 | Competizione  |
| --------------------- | ----------- | ------------------------------------ | ---------------------------------------------------- | ------------- |
| Record mondiale       | 7,45 m      | Heike Drechsler Germania Est         | 21 giugno 1986 Tallinn, Unione Sovietica             |               |
| Record mondiale       | 7,45 m      | Heike Drechsler Germania Est         | 3 luglio 1986 Dresda, Repubblica Democratica Tedesca |               |
| Record mondiale       | 7,45 m      | Jackie Joyner-Kersee Stati Uniti     | 13 agosto 1987 Indianapolis, Stati Uniti             |               |
| Record dei campionati | 7,27 m w    | Heike Daute (Drechsler) Germania Est | 14 agosto 1983 Helsinki, Finlandia                   | Mondiali 1983 |

### Campionesse in carica
Le campionesse in carica a livello olimpico e mondiale erano:
| Campione | Atleta                               | Prestazione   | Data                                   | Competizione         |
| -------- | ------------------------------------ | ------------- | -------------------------------------- | -------------------- |
| Olimpico | Anișoara Stanciu Romania             | 6,96 m (+0,5) | 9 agosto 1984 Los Angeles, Stati Uniti | Giochi olimpici 1984 |
| Mondiale | Heike Daute (Drechsler) Germania Est | 7,27 m w      | 14 agosto 1983 Helsinki, Finlandia     | Mondiali 1983        |

### La stagione
Prima di questa gara, le atlete con le migliori tre prestazioni dell'anno erano:
| Pos. | Atleta                            | Prestazione   | Data                                     |
| ---- | --------------------------------- | ------------- | ---------------------------------------- |
| 1    | Jackie Joyner-Kersee Stati Uniti  | 7,45 m (+0,6) | 13 agosto 1987 Indianapolis, Stati Uniti |
| 2    | Heike Drechsler Germania Est      | 7,40 m (+0,7) | 21 luglio 1987 Potsdam, Germania         |
| 3    | Elena Belevskaja Unione Sovietica | 7,39 m (+0,5) | 18 luglio 1987 Brjansk, Unione Sovietica |

## Risultati[3][4]

### Turni eliminatori
| 2Gruppi | 3 settembre | 29 iscritte    | Si qualificano alla finale chi supera i 6,58 m (Q) o si trova almeno tra le prime 12. |
| Finale  | 4 settembre | 12 concorrenti |                                                                                       |

### Qualificazioni
Giovedì 3 settembre 1987
| Pos. | Atleta                 | Nazione                   | Misura | Vento (m/s) | Note |
| ---- | ---------------------- | ------------------------- | ------ | ----------- | ---- |
| 1    | Heike Drechsler        | Germania Est              | 6,95 m | (+0,7)      | Q    |
| 2    | Galina Čistjakova      | Unione Sovietica          | 6,86 m | (0,0)       | Q    |
| 3    | Irina Valjukevič       | Unione Sovietica          | 6,82 m | (+0,9)      | Q    |
| 4    | Jennifer Innis         | Stati Uniti               | 6,75 m | (0,0)       | Q    |
| 5    | Sylvia Hristova-Moneva | Bulgaria                  | 6,71 m | (0,0)       | Q    |
| 6    | Lene Demsitz           | Danimarca                 | 6,58 m | (-0,5)      | Q    |
| 7    | Ringa Ropo             | Finlandia                 | 6,55 m | (-0,2)      |      |
| 8    | Antonella Capriotti    | Italia                    | 6,31 m | (+0,3)      |      |
| 9    | Wang Zhihui            | Cina                      | 6,28 m | (+0,5)      |      |
| 10   | Madeline de Jesús      | Porto Rico                | 6,20 m | (+0,5)      |      |
| 11   | Beatrice Utondu        | Nigeria                   | 6,17 m | (+2,2)      |      |
| 12   | Carmen Sirbu           | Romania                   | 6,00 m | (-0,2)      |      |
| 13   | Chan See Huey          | Singapore                 | 5,49 m | (-0,9)      |      |
| 14   | Jacqueline Ross        | Saint Vincent e Grenadine | 5,29 m | (+1,7)      |      |
| 15   | Eva Murková            | Cecoslovacchia            | nm     |             |      |

| Pos. | Atleta               | Nazione           | Misura | Vento (m/s) | Note |
| ---- | -------------------- | ----------------- | ------ | ----------- | ---- |
| 1    | Jackie Joyner-Kersee | Stati Uniti       | 6,86 m | (+2,9)      | Q    |
| 2    | Sheila Echols        | Stati Uniti       | 6,61 m | (+2,9)      | Q    |
| 3    | Nicole Boegman       | Australia         | 6,60 m | (-0,3)      | Q    |
| 4    | Ljudmila Ninova      | Bulgaria          | 6,60 m | (-0,4)      | Q    |
| 5    | Helga Radtke         | Germania Est      | 6,58 m | (+0,7)      | Q    |
| 6    | Elena Belevskaja     | Unione Sovietica  | 6,58 m | (-1,3)      | Q    |
| 7    | Marieta Ilcu         | Romania           | 6,50 m | (-0,3)      |      |
| 8    | Sofija Božanova      | Bulgaria          | 6,43 m | (+0,7)      |      |
| 9    | Eva Karblom          | Svezia            | 6,31 m | (+1,3)      |      |
| 10   | Vali Ionescu         | Romania           | 6,30 m | (+1,8)      |      |
| 11   | Euphemia Huggins     | Trinidad e Tobago | 6,26 m | (+0,9)      |      |
| 12   | Eloína Echevarría    | Cuba              | 6,23 m | (+1,2)      |      |
| 13   | Tracy Smith          | Canada            | 6,17 m | (+1,1)      |      |
| 14   | Sigal Gonen          | Israele           | 6,03 m | (+0,6)      |      |

### Finale
Venerdì 4 settembre 1987
| Pos | Atleta                 | Nazionalità      | 1ª prova | 2ª prova | 3ª prova | 4ª prova | 5ª prova | 6ª prova | Risultato               | Note                  |
| --- | ---------------------- | ---------------- | -------- | -------- | -------- | -------- | -------- | -------- | ----------------------- | --------------------- |
|     | Jackie Joyner-Kersee   | Stati Uniti      | 6,91 m   | 7,12 m   | 7,36 m   | 6,95 m   | 6,95 m   | 6,99 m   | 7,36 m Vento (m/s)=+0,4 | Record dei campionati |
|     | Elena Belevskaja       | Unione Sovietica | 6,17 m   | 6,81 m   | 6,74 m   | 7,14 m   | 6,92 m   | 6,98 m   | 7,14 m (-0,6)           |                       |
|     | Heike Drechsler        | Germania Est     | 6,91 m   | 7,03 m   | 7,13 m   | x        | x        | 5,62 m   | 7,13 m (-0,7)           |                       |
| 4   | Helga Radtke           | Germania Est     | 6,95 m   | 6,56 m   | 7,01 m   | x        | x        | 6,95 m   | 7,01 m (-0,1)           |                       |
| 5   | Galina Čistjakova      | Unione Sovietica | 6,99 m   | 6,74 m   | x        | x        | 6,83 m   | 6,80 m   | 6,99 m (+0,9)           |                       |
| 6   | Irina Valjukevič       | Unione Sovietica | 6,80 m   | 6,41 m   | 6,80 m   | 6,83 m   | 6,66 m   | 6,89 m   | 6,89 m (-0,9)           |                       |
| 7   | Jennifer Innis         | Stati Uniti      | 6,80 m   | 6,77 m   | 6,72 m   | x        | x        | 6,51 m   | 6,80 m (-0,8)           |                       |
| 8   | Nicole Boegman         | Australia        | x        | 6,41 m   | 6,63 m   | 6,37 m   | x        | 6,22 m   | 6,63 m (-0,5)           |                       |
| 9   | Ljudmila Ninova        | Bulgaria         |          |          |          |          |          |          | 6,50 m (-0,1)           |                       |
| 10  | Sylvia Hristova-Moneva | Bulgaria         |          |          |          |          |          |          | 6,45 m (-0,3)           |                       |
| 11  | Sheila Echols          | Stati Uniti      |          |          |          |          |          |          | 6,39 m (-1,0)           |                       |
| 12  | Lene Demsitz           | Danimarca        |          |          |          |          |          |          | 6,11 m (-0,8)           |                       |